# Manning Island
Manning Island ist eine große Insel in der Prydz Bay an der Ingrid-Christensen-Küste des ostantarktischen Prinzessin-Elisabeth-Lands. Sie liegt 1,9 km nördlich der Halbinsel Broknes im Gebiet der Larsemann Hills.
Norwegische Kartographen kartierten sie 1946 anhand von Luftaufnahmen der Lars-Christensen-Expedition 1936/37 und benannten sie als Vikøy (norwegisch für Buchtinsel). Das Antarctic Names Committee of Australia benannte sie dagegen nach John Manning (* 1937), der zwischen 1969 und 1974 mehrfach ANARE-Mannschaften zur Vermessung der Prince Charles Mountains geleitet hatte.